# Aiternbach
Der Aiternbach (am Mittellauf auch Multenerbach, am Oberlauf auch Dietschelbach oder Dietschenbach) ist ein gut sieben Kilometer langer Bach des Südschwarzwaldes im baden-württembergischen Landkreis Lörrach. Er entspringt auf dem Gemeindegebiet von Aitern am Osthang des Heidsteins im Walddistrikt Multen und mündet im Schönauer Gemeindeteil  Schönenbuchen von rechts und Norden in die Wiese.

## Geographie

### Verlauf
Der Aiternbach entspringt als Dietschelbach zwischen den beiden Gipfeln des Heidsteins und des Dietschels auf Aiterner Gemeindegebiet auf etwa 1210 m ü. NHN im Naturschutzgebiet Belchen. Von hier fließt er weitgehend in südlicher Richtung, unterquert die K 6341 in einer Spitzkehre, fließt vorbei an den Aiterner Zinken Obermulten und Multen und stürzt sodann den Multerner Wasserfall hinab. Kurz danach vereinigt er sich in Untermulten mit dem Rübgartenbächle. Fortan heißt er Aiternbach und setzt seinen Weg hinab ins Tal weitgehend parallel zur Landesstraße 124 in südöstlicher Richtung fort. Nach Untermulten mündet von links der Hintergrundbach und der Aiternbach verläuft bis oberhalb des Weilers Holzinshaus durch den Walddistrikt Brennthalden. Danach speist er einen Fischweiher und erreicht im weiteren Verlauf durch die Kaisermatte die Wohnbebauung von Aitern. Dessen Ortskern lässt er links liegen und überquert die Grenze zur Stadt Schönau im Schwarzwald, wo er in deren Gemeindeteil Schönenbuchen nach rund 600 Metern zunächst den Todtnauerliweg und dann die B 317 unterquert, ehe er auf einer Höhe von ungefähr 541 m ü. NHN von rechts und Nordwesten in die Wiese mündet.  
Der etwa 7,3 km lange Lauf des Aiternbachs endet rund 670 Höhenmeter unterhalb seiner Quelle, er hat somit ein mittleres Sohlgefälle von etwa 9,1 %.

### Einzugsgebiet
Das naturräumlich zum Südschwarzwald gehörende Einzugsgebiet ist gut 9 km² groß und liegt zum größten Teil auf dem Gemeindegebiet von Aitern, im Westen liegt ein Teil auf dem Gebiet der Gemeinde Schönenberg und im Südosten vor der Mündung in der Stadt Schönau im Schwarzwald. Der höchste Punkt des Einzugsgebiets liegt im Nordwesten knapp unterhalb des Belchengipfels auf etwa 1407 m ü. NHN. Weitere Hochpunkte des Einzugsgebiets liegen auf den Bergen Rübgartenkopf (1246,2 m ü. NHN), Heidstein (1275 m ü. NHN), Dietschel (1241 m ü. NHN), Hohtannen (1249 m ü. NHN), Rollspitz (1239,6 m ü. NHN) und Brenntkopf (1188,8 m ü. NHN).
Die Einzugsgebiete der folgenden Nachbargewässer grenzen an:
- Jenseits der nördlichen Wasserscheide liegt das Einzugsgebiet des Neumagens (mit zahlreichen kleineren Zuflüssen), der über die Möhlin unterhalb der Wiese in den Rhein entwässert;
- im Osten konkurriert der Wiedenbach und seine Nebenläufe, der direkt oberhalb des Aiternbachs in die Wiese mündet;
- im Südwesten liegt einerseits das Einzugsgebiet des Zebetsmattbachs, der direkt unterhalb des Aiternbachs in die Wiese entwässert;
- andererseits, nördlich davon, das Einzugsgebiet des Böllenbachs, der weiter talabwärts in die Wiese mündet;
- im Westen grenzt kurz das Einzugsgebiet der Kleinen Wiese (mit ihren Oberläufen Böllengrabenbach und Belchenbach), die sich bei Maulburg in die Wiese ergießt.

### Zuflüsse
Liste der Zuflüsse von der Quelle zur Mündung (abgefragt oder abgemessen auf der amtlichen Gewässerkarte), die zahlreichen namenlosen Zuflüsse finden keine Berücksichtigung in der Liste.
Name (Mündungsseite), Gewässerkennzahl, Länge
- Rübgartenbächle (rechts), DGKZ: 232-33122, 1,6 km 
  - Gfällwasserbächle (rechts), DGKZ:-, ca. 0,85 km
- Hintergrundbach, auch Hinterstgrundbach, (links), DGKZ: 232-33124, 1,8 km

### Flusssystem Wiese
- Fließgewässer im Flusssystem Wiese